# Шоуолтер, Макс
Макс Шоуолтер (англ. Max Showalter; 2 июня 1917 года — 30 июля 2000 года) — американский актёр театра, кино и телевидения 1930—1980-х годов. В титрах фильмов иногда указывался как Кейси Адамс (англ.  Casey Adams).
За время своей карьеры Шоуолтер сыграл в таких фильмах, как «С песней в моём сердце» (1952), «Ниагара» (1953), «Опасный круиз» (1953), «Голос в зеркале» (1958), «Лето и дым» (1961), «Я вернулась, дорогой» (1963), «Шестеро моих любимых» (1963), «Судьба-охотник» (1964), «Шестнадцать свечей» (1984) и «Наперегонки с луной» (1984).
На театральной сцене Шоуолтер более всего известен по мюзиклу «Хэлло, Долли!», в котором он сыграл на Бродвее и на гастролях 2300 раз. Он также был композитором, пианистом, певцом и художником.

## Ранние годы и начало карьеры
Макс Шоуолтер родился 2 июня 1917 года в Колдвелле, Канзас, США. С ранних лет мать регулярно водила Шоуолтера в местный кинотеатр, где работала тапёром, обеспечивая музыкальное сопровождение немых фильмов.
После окончания школы Шоуолтер переехал на Западное побережье, где стал изучать актёрское мастерство в театре Пасадины. С 1935 по 1938 год он сыграл в этом театре почти в 100 спектаклях. Там его обнаружил драматург и успешный бродвейский продюсер Оскар Хаммерштейн II.

## Бродвейская карьера
В 1938 году Шоуолтер перебрался в Нью-Йорк, где дебютировал на Бродвее в музыкальном спектакле Хаммерштейна «Рыцари песни» (1938), после чего в течение двух лет гастролировал с мюзиклом Ирвинга Берлина «Это армия».
В 1940 году Шоуолтер вернулся на Бродвей, где на протяжении следующего десятилетия играл в комедиях и мюзиклах. В частности, у него были роли в спектаклях «Очень тепло для мая» (1939—1940) в постановке Винсента Миннелли с участием Ив Арден и Джун Эллисон, «Моя сестра Эйлин» (1940—1943) с Ширли Бут, «Плавучий театр» (1946—1947), «Джон любит Мэри» (1947—1948) и «Сделай мой Манхэттен» (1948—1949).
В начале 1950-х годов Шоуолтер перешёл в кинематограф, однако в конце 1960-х годов вернулся на бродвейскую сцену, чтобы сыграть в своей самой знаменитой роли Хораса Вандергельдера в мегахите «Хэлло, Долли!» (1967—1970). Шоуолтер сыграл эту роль на бродвейской сцене и на гастролях 2300 раз, а его партнёршами в разное время были Бетти Грейбл, Марта Рэй и Кэрол Чэннинг.
В 1971 году Шоуолтер сыграл в спектакле «Голоса травы» (1971) по пьесе Трумана Капоте, а позднее стал автором мюзикла «Харриган и Харт», который шёл на бродвейской сцене в 1985 году.

## Карьера в кинематографе
В 1949 году Шоуолтер дебютировал в кино в комедийной мелодраме Роя Дель Рута «Всегда оставляй их смеющимися» (1949), а в 1952 году сыграл небольшую роль эстрадного артиста в биографическом музыкальном фильме с Сьюзен Хэйворд «С песней в моём сердце» (1952). В этой картине Шоуолтер в паре с Дэвидом Уэйном пел написанную им песню Hoe that Corn.
Руководитель студии 20th Century Fox Дэррил Занук обратил внимание на Шоуолтера, подписав с ним контракт, но при этом потребовал актёра сменить имя на более коммерческое Кейси Адамс. В результате в течение десяти лет Шоуолтер фигурировал в титрах как Кейси Адамс. Десять лет спустя он вернул себе старое имя Макс Шоуолтер.
В 1952 году Шоуолтер сыграл в мюзикле «Какова цена славы» с Джеймсом Кэгни и комедии с Энн Бакстер «Лучшая подруга моей жены» (1952).
В 1953 году в фильме нуар «Ниагара» (1953) Шоуолтер сыграл одну из главных ролей глупого мужа Джин Питерс, который пытается флиртовать с героиней Мерилин Монро. В нуаровом триллере «Опасный круиз» (1953) с Джинн Крейн в роли молодой жены, ставшей жертвой коварных мошенников, Шоуолтер сыграл роль помощника капитана корабля, на котором разворачиваются события картины. Обозреватель «Нью-Йорк таймс» А. Х. Вейлер отметил Шоуолтера в числе нескольких актёров, «которые создают дополнительные образы подозреваемых». В фильме нуар «Викки» (1953), снова с Питерс и Крейн, Шоуолтер был влиятельным газетным обозревателем, который помогает карьерному росту главной героини, которую вскоре убивают.
В своём четвёртом нуаре «Очевидное алиби» (1954) со Стерлингом Хейденом и Глорией Грэм Шоуолтер сыграл небольшую роль детектива полиции, который допрашивает подозреваемого в убийстве. В полицейском фильме нуар «На трёх тёмных улицах» (1954) Шоуолтер исполнил главную отрицательную роль мошенника, вымогателя и убийцы, выдающего себя за друга погибшего мужа жертвы (Рут Роман). Наконец, в шпионском триллере времён Холодной войны «Ночные ходы» (1954) с Грегори Пеком в главной роли у Шоулотера была небольшая роль сотрудника Государственного департамента США.
В 1956 году вышла романтическая комедия «Автобусная остановка» (1956), в которой Шоуолтер в небольшой роли журнального фотографа вновь работал с Мерилин Монро. В том же году Шоуолтер был детективом полиции (и закадровым рассказчиком) в фантастическом фильме ужасов «Неразрушимый человек» (1956) с Лоном Чейни-младшим в главной роли, после чего у него была важная роль учёного в фантастическом триллере «Монстр, который бросил вызов миру» (1957). До конца десятилетия Шоуолтер сыграл роли второго плана в вестерне «Резня в Драгон-Уэллс» (1957), фильме нуар «Самка» (1958) с Хэди Ламарр, военной драме Рауля Уолша «Нагие и мёртвые» (1958) по роману Нормана Мейлера, а также в комедии «Это случилось с Джейн» (1959), в которой главные роли исполнили Дорис Дэй и Джек Леммон.
В 1960-е годы он вернул себе имя Макс Шоуолтер, продолжая постоянно работать, в кино. В частности, он сыграл небольшую роль глухого, которого спасает герой Берта Ланкастера, в драме в «Элмер Гантри» (1960), у него также были небольшие роли в мелодрамах «Лето и дым» (1961) по пьесе Теннесси Уильямса и «Возвращение в Пейтон-плейс» (1961). Шоуолтер продолжал играть небольшие роли в таких фильмах, как семейный мюзикл «Музыкант» (1962), где был коллегой-продавцом Роберта Престона, комедия с Дебби Рейнольдс «Шестеро моих любимых» (1963), а также романтические комедии «Я вернулась, дорогой» (1963) с Дорис Дэй и «Секс и незамужняя девушка» (1964) с Тони Кёртисом, Натали Вуд и Лорен Бэколл. Во второй половине 1960-х годов Шоуолтер сыграл роли второго плана в детективном триллере «Судьба-охотник» (1964) с Гленном Фордом, комедии «Как пришить свою жёнушку» (1965) с Джеком Леммоном и культовой романтической комедии «Господь любит утку» (1966) с Тьюсдей Уэлд.
В 1970-е годы у Шоуолтера были роли второго плана в криминальном триллере с Шоном Коннери «Плёнки Андерсона» (1971), музыкальной комедии с группой Bee Gees «Клуб одиноких сердец сержанта Пеппера» (1978). Он также был пастором, который пишет плохие песни, в романтической комедии «10» (1975) с участием Бо Дерек и Дадли Муром. В 1980-е годы Шоуолтер сыграл в двух своих последних фильмах. После роли дедушки Молли Рингуолд в популярной подростковой мелодраме Джона Хьюза «Шестнадцать свечей» (1984) Шоуолтер сыграл свою последнюю роль в романтической комедии «Наперегонки с луной» (1984) с участием Шона Пенна, Николаса Кейджа и Элизабет Макговерн.

## Карьера на телевидении
Как отметил историк кино Хэл Эриксон, «IШоуолтер был одним из первых, кто пошёл на телевидение». Впервые он появился на телеэкране в «Шоу Свифта» в 1948 году, а последний раз сыграл в сериале «Лодка любви» в 1984 году. В общей сложности за свою карьеру Шоуолтер сыграл в 95 эпизодах 62 различных телесериалов.
В 1956 году в получасовом пилотном телефильме «Это маленький мир» (1956) Шоуолтер исполнил роль доброго и уравновешенного отца семейства Уорда Кливера. На основе этого телефильма был создан популярный комедийный сериал «Предоставьте это Биверу» (1957—1963), где роль Уорда Кливера сыграл Хью Бомонт.
За время своей карьеры Шоуолтер сыграл в таких сериалах, как «Дымок из ствола» (1957), «Театр „Дженерал Электрик“» (1959—1962), «Театр 90», «Ричард Даймонд, частный детектив» (1960), «Шоу Энди Гриффита» (1961), «Сумеречная зона» (1961), «Доктор Килдэр» (1962—1964), «Моя жена меня приворожила» (1965), «Шоу Боба Ньюхарта» (1975), «Коджак» (1975). Кроме того, он неоднократно играл в таких популярных сериалах, как «Хейзел» (1963—1964), «Шоу Лоретты Янг» (1954—1955), «Перри Мейсон» (1958—1965) и «Шоу Люси» (1964—1965). В 1980 году Шоуолтер играл постоянную роль в комедийном сериале «Шоу Стокард Ченнинг» (11 эпизодов).

## Актёрское амплуа и оценка творчества
Кинообозреватель Фрэнк Риццо назвал Шоуолтера «одним из выдающихся и многоопытных характерных актёров на сцене, экране и телевидении». Хэл Эриксон охарактеризовал его как «искусного комического актёра», который в «основном играл характерные роли».
Как отмечено в «Лос-Анджелес таймс», Шоуолтер был «характерным актёром, карьера которого на сцене и на экране соединяла его со всеми от Мерилин Монро до Бо Дерек». Вместе с тем, как указывает Риццо, «Шоуолтер, который большую часть своей карьеры выступал под именем Кейси Адамс, был кем-то значительно большим, чем актёр с особым голосом и добрым видом. На протяжении более чем 60 лет в шоу-бизнесе Шоуолтер был также певцом, композитором, писателем, учителем, художником и меценатом».

## Музыкальное и живописное творчество
Помимо кино, телевидения и театра Шоуолтер был композитором, автором песен и пианистом. Шоуолтер писал музыку для множества шоу, в том числе, для первого снятого для телевидения мюзикла «Время для любви» (1939). Он также писал песни для первого американского ревю Гермионы Джинголд, английского шоу «Следуй за оружием» и рождественского мюзикла «Прикосновение ребёнка», рассказывающего историю Иосифа и Марии.
Как отмечает Фрэнк Риццо, «богатый голос Шоуолтера с интонациями юмора, лукавства и жизнерадостности украшал множество рекламных роликов, от пива Rheingold Beer в 1950-е годы до бритв Bic в 1980-е».
Шоуолтер также писал картины, в основном, тщательно прописанный акрил, которые выполнял с помощью увеличительного стекла, и у него было много персональных выставок.

## Поздние годы жизни
В 1958 году для съёмок в фильме «Это случилось с Джейн» Шоуолтер впервые приехал в небольшой городок Честер в Коннектикуте. В 1984 году он снова прибыл в Честер как композитор со своим мюзиклом «Харриган и Харт», после чего остался в городе, сделав его своим постоянным местом жительства. Он работал в Театральном центре Юдина О’Нила, где вёл музыкальные мастерские и преподавал. Шоуолтер также активно участвовал в жизни театрального сообщества штата, особенно оперного театра Goodspeed, драматического театра Ivoryton, Национального театра глухих и Театрального центра О’Нила. В 1998 году Шоуолтер получил награду «Дух Коннектикута» за свой вклад в развитие искусств и туризма в штате. Он сочинил рождественский мюзикл «Прикосновения ребёнка», и в течение многих лет был продюсером, режиссёром и ведущим этого мюзикла, который шёл на нескольких сценах в Коннектикуте. Как пишет Риццо, «открытый, полный очарования и знающий массу увлекательных историй о своей долгой и разнообразной карьере, Шоуолтер был человеком, с которым было легко дружить. Он поддерживал дружеские отношения со многими коллегами, особенно, с Люсиль Болл и Кэтрин Хепберн».

## Смерть
Макс Шоуолтер умер 30 июля 2000 года в Мидлтауне, Коннектикут, в возрасте 83 лет от рака.

## Фильмография
| Год        |    | Русское название                             | Оригинальное название                            | Роль                                                         |
| ---------- | -- | -------------------------------------------- | ------------------------------------------------ | ------------------------------------------------------------ |
| 1948       | с  | Шоу Свифта                                   | The Swift Show                                   | (1 эпизод)                                                   |
| 1949       | ф  | Всегда оставляй их смеющимися                | Always Leave Them Laughing                       |                                                              |
| 1952       | ф  | С песней в моём сердце                       | With a Song in My Heart                          | Гарри Гилд                                                   |
| 1952       | ф  | Какова цена славы                            | What Price Glory                                 | лейтенант Мур (в титрах Кейси Адамс)                         |
| 1952       | ф  | Лучший друг моей жены                        | My Wife's Best Friend                            | Пит Бентем (в титрах Кейси Адамс)                            |
| 1953       | ф  | Ниагара                                      | Niagara                                          | Рэй Катлер (в титрах Кейси Адамс)                            |
| 1953       | ф  | Опасный круиз                                | Dangerous Crossing                               | Джим Логан (в титрах Кейси Адамс)                            |
| 1953       | ф  | Место назначение Гоби                        | Destination Gobi                                 | Уолтер Лэндерс (в титрах Кейси Адамс)                        |
| 1953       | ф  | Викки                                        | Vicki                                            | Ларри Эванс (в титрах Кейси Адамс)                           |
| 1954       | ф  | Ночные люди                                  | Night People                                     | Фредерик С. Хобарт (в титрах Кейси Адамс)                    |
| 1954       | ф  | На трёх тёмных улицах                        | Down Three Dark Streets                          | Дейв Миллсон (в титрах Кейси Адамс)                          |
| 1954       | ф  | Очевидное алиби                              | Naked Alibi                                      | детектив лейтенант Фред Паркс (в титрах Кейси Адамс          |
| 1954       | с  | Телевизионный театр «Форда»                  | The Ford Television Theatre                      | (1 эпизод)                                                   |
| 1954       | с  | Мэр города                                   | Mayor of the Town                                | (1 эпизод)                                                   |
| 1954       | с  | Общественный защитник                        | Public Defender                                  | Конрад Мартин (1 эпизод)                                     |
| 1954—1955  | с  | Письмо к Лоретте                             | Letter to Loretta                                | разные роли (4 эпизода)                                      |
| 1954—1957  | с  | Театр звезд «Шлитц»                          | Schlitz Playhouse of Stars                       | разные роли (2 эпизода)                                      |
| 1955       | ф  | Возвращение Джека Слейда                     | The Return of Jack Slade                         | Билли Уилкокс (в титрах Кейси Адамс)                         |
| 1955       | с  | Персональный секретарь                       | Private Secretary                                | Карл Рэндалл (1 эпизод)                                      |
| 1955       | с  | Звёздный театр «Тексако» с Милтоном Берлом   | Texaco Star Theatre Starring Milton Berle        | (1 эпизод)                                                   |
| 1955       | с  | «Ридерс Дайджест» на ТВ                      | TV Reader's Digest                               | (1 эпизод)                                                   |
| 1956       | ф  | Никогда не прощайся                          | Never Say Goodbye                                | Энди Леонард (в титрах Кейси Адамс)                          |
| 1956       | ф  | Неуязвимый человек                           | Indestructible Man                               | лейтенант полиции Ричард «Дик» Чейзен (в титрах Кейси Адамс) |
| 1956       | ф  | Автобусная остановка                         | Bus Stop                                         | репортёр журнала «Лайф» (в титрах Кейси Адамс)               |
| 1956       | с  | Час «Двадцатого века Фокс»                   | The 20th Century-Fox Hour                        | Барри (1 эпизод)                                             |
| 1956       | с  | Перекрёстки                                  | Crossroads                                       | разные роли (3 эпизода)                                      |
| 1956       | с  | Шоу Гейл Сторм: О! Сюзанна                   | The Gale Storm Show: Oh! Susanna                 | руководитель оркестра (1 эпизод)                             |
| 1956       | с  | Звёздная сцена                               | Star Stage                                       | Пит (1 эпизод)                                               |
| 1956       | с  | Военно-морской журнал                        | Navy Log                                         | капитан Слоун (1 эпизод)                                     |
| 1956 —1958 | с  | Дневной спектакль                            | Matinee Theatre                                  | разные роли (3 эпизода)                                      |
| 1957       | ф  | Бойня в Драгун-Веллс                         | Dragoon Wells Massacre                           | Филлип Скотт (в титрах Кейси Адамс)                          |
| 1957       | ф  | Монстр, который бросил вызов миру            | The Monster That Challenged the World            | доктор Тед Джонс                                             |
| 1957       | ф  | Модельерша                                   | Designing Woman                                  | музыкальный директор (в титрах не указан)                    |
| 1957       | с  | Дымок из ствола                              | Gunsmoke                                         | Барни Уэйлс (1 эпизод)                                       |
| 1957       | с  | Соколиный глаз и последний из могикан        | Hawkeye and the Last of the Mohicans             | капитан Вест (1 эпизод)                                      |
| 1957       | с  | Предоставьте это Биверу                      | Leave It to Beaver                               | Уорд Кливер (1 эпизод)                                       |
| 1957       | с  | Секретный журнал доктора Хадсона             | Dr. Hudson's Secret Journal                      | (1 эпизод)                                                   |
| 1957       | с  | Код 3                                        | Code 3                                           | (1 эпизод)                                                   |
| 1957       | с  | Блонди                                       | Blondie                                          | Пит (1 эпизод)                                               |
| 1957 —1958 | с  | Студия 57                                    | Studio 57                                        | разные роли (2 эпизода)                                      |
| 1958       | ф  | Самка                                        | The Female Animal                                | Чарли Грант (в титрах Кейси Адамс)                           |
| 1958       | ф  | Нагие и мёртвые                              | The Naked and the Dead                           | полковник Даллесон (в титрах Кейси Адамс)                    |
| 1958       | ф  | Голос в зеркале                              | Voice in the Mirror                              | Дон Мартин (в титрах Кейси Адамс)                            |
| 1958       | с  | Юнион Пасифик                                | Union Pacific                                    | Бен Уиллетс (1 эпизод)                                       |
| 1958 —1965 | с  | Перри Мейсон                                 | Perry Mason                                      | разные роли (6 эпизодов)                                     |
| 1959       | ф  | Это случилось с Джейн                        | It Happened to Jane                              | Сельвин Харрис (в титрах Кейси Адамс)                        |
| 1959       | с  | Пять пальцев                                 | Five Fingers                                     | Рэнди (1 эпизод)                                             |
| 1959       | с  | Тонкий человек                               | The Thin Man                                     | Пол Камерон (1 эпизод)                                       |
| 1959       | с  | Маркем                                       | Markham                                          | Бен Майлс (1 эпизод)                                         |
| 1959       | с  | Шоу Дэвида Найвена                           | The David Niven Show                             | большой парень (1 эпизод)                                    |
| 1959 —1962 | с  | Театр «Дженерал Электрик»                    | General Electric Theater                         | разные роли (2 эпизода)                                      |
| 1960       | ф  | Элмер Гантри                                 | Elmer Gantry                                     | глухой (в титрах не указан)                                  |
| 1960       | с  | Семья Маккой                                 | The Real McCoys                                  | мистер Мередит (1 эпизод)                                    |
| 1960       | с  | Ричард Даймонд, частный детектив             | Richard Diamond, Private Detective               | Билл Хенри (1 эпизод)                                        |
| 1961       | ф  | Лето и дым                                   | Summer and Smoke                                 | Роджер Доремус (в титрах Кейси Адамс)                        |
| 1961       | ф  | Возвращение в Пейтон Плейс                   | Return to Peyton Place                           | Ник Паркер (в титрах не указан)                              |
| 1961       | ф  | Клодель Инглиш                               | Claudelle Inglish                                | молодой священник (в титрах не указан)                       |
| 1961       | с  | Сумеречная зона                              | The Twilight Zone                                | Пэт Райли (1 эпизод)                                         |
| 1961       | с  | Шоу Энди Гриффита                            | The Andy Griffith Show                           | Ральф Мейсон (1 эпизод)                                      |
| 1961       | с  | Следуй за солнцем                            | Follow the Sun                                   | Дон Хинкли (1 эпизод)                                        |
| 1961       | с  | Дилижанс на Запад                            | Stagecoach West                                  | Дэвид Харкнесс (1 эпизод)                                    |
| 1962       | ф  | Счастливого пути                             | Bon Voyage!                                      | облегающий костюм (в титрах Кейси Адамс)                     |
| 1962       | ф  | Смог                                         | Smog                                             | Пол Прескотт (в титрах Кейси Адамс)                          |
| 1962       | ф  | Музыкант                                     | The Music Man                                    | торговец в поезде (в титрах не указан)                       |
| 1962       | с  | Успех Доби Гиллис                            | The Many Loves of Dobie Gillis                   | доктор Чарльз Грэм (1 эпизод)                                |
| 1962       | с  | Гавайский детектив                           | Hawaiian Eye                                     | Рэлстон (1 эпизод)                                           |
| 1962       | с  | Сёрфсайд 6                                   | Surfside 6                                       | Нед Мартин (1 эпизод)                                        |
| 1962       | с  | Сотня Кейна                                  | Cain's Hundred                                   | Грейди Бойл (1 эпизод)                                       |
| 1962       | с  | Империя                                      | Empire                                           | Хобарт Манси (1 эпизод)                                      |
| 1962—1964  | с  | Доктор Килдэр                                | Dr. Kildare                                      | разные роли (2 эпизода)                                      |
| 1963       | ф  | Шесть моих любимых                           | My Six Loves                                     | Би Джей Смит                                                 |
| 1963       | ф  | Я вернулась, дорогой                         | Move Over, Darling                               | гостиничный клерк                                            |
| 1963       | с  | Сэм Бенедикт                                 | Sam Benedict                                     | Том Бьюканен (1 эпизод)                                      |
| 1963       | с  | Новое шоу Фила Силверса                      | The New Phil Silvers Show                        | Фрэнк (1 эпизод)                                             |
| 1964       | тф | Мистер и миссис                              | Mr. and Mrs.                                     | Уолтер                                                       |
| 1964       | ф  | Судьба-охотник                               | Fate Is the Hunter                               | Дэн Кроуфорд                                                 |
| 1964       | ф  | Секс и незамужняя девушка                    | Sex and the Single Girl                          | Холмс                                                        |
| 1964       | ф  | Как пришить свою жёнушку                     | How to Murder Your Wife                          | Тоби Роулинс                                                 |
| 1964 —1964 | с  | Хэзел                                        | Hazel                                            | разные роли (3 эпизода)                                      |
| 1964—1965  | с  | Шоу Люси                                     | The Lucy Show                                    | Винни (2 эпизода)                                            |
| 1965       | с  | Моя жена меня приворожила                    | Bewitched                                        | Чарльз Барлоу (1 эпизод)                                     |
| 1966       | ф  | Господь любит утку                           | Lord Love a Duck                                 | Говард Грин                                                  |
| 1969       | ф  | Талант любить                                | A Talent for Loving                              | Франклин                                                     |
| 1969       | с  | Шоу Дорис Дэй                                | The Doris Day Show                               | Грег Флетчер (1 эпизод)                                      |
| 1970       | ф  | Лунный свет войны                            | The Moonshine War                                | мистер Вортман                                               |
| 1971       | ф  | Пленки Андерсона                             | The Anderson Tapes                               | Карл Бингем                                                  |
| 1973       | ф  | Дети Бонни                                   | Bonnie's Kids                                    | Фрэнк                                                        |
| 1975       | тф | Как преуспеть в бизнесе без особенных усилий | How to Succeed in Business Without Really Trying | Джей Би Бигли                                                |
| 1975       | с  | Полицейская история                          | Police Story                                     | адвокат Джон Баррон (2 эпизода)                              |
| 1975       | с  | Коджак                                       | Kojak                                            | Куинлан (1 эпизод)                                           |
| 1977       | с  | Шоу Боба Ньюхарта                            | The Bob Newhart Show                             | доктор Морган (1 эпизод)                                     |
| 1977       | с  | Специальные предложения на выходные от АВС   | ABC Weekend Specials                             | Доусон (1 эпизод)                                            |
| 1978       | ф  | Клуб одиноких сердец сержанта Пеппера        | Sgt. Pepper's Lonely Hearts Club Band            | Эрнест Ширс                                                  |
| 1978       | с  | Медэксперт Куинси                            | Quincy M.E.                                      | доктор Милтон Голд (1 эпизод)                                |
| 1979       | ф  | 10                                           | 10                                               | священник                                                    |
| 1979       | тф | Оружие в доме                                | A Gun in the House                               | Питер Шехтер                                                 |
| 1980       | с  | Шоу Стокарда Ченнинга                        | The Stockard Channing Show                       | Гас Клайд (11 эпизодов)                                      |
| 1981       | с  | Невероятный Халк                             | The Incredible Hulk                              | Уолтер Гембл (1 эпизод)                                      |
| 1982— 1983 | с  | Лодка любви                                  | The Love Boat                                    | разные роли (2 эпизода)                                      |
| 1984       | ф  | Наперегонки с луной                          | Racing with the Moon                             | мистер Артур                                                 |
| 1984       | ф  | Шестнадцать свечей                           | Sixteen Candles                                  | Фред                                                         |